# Toni Vilander

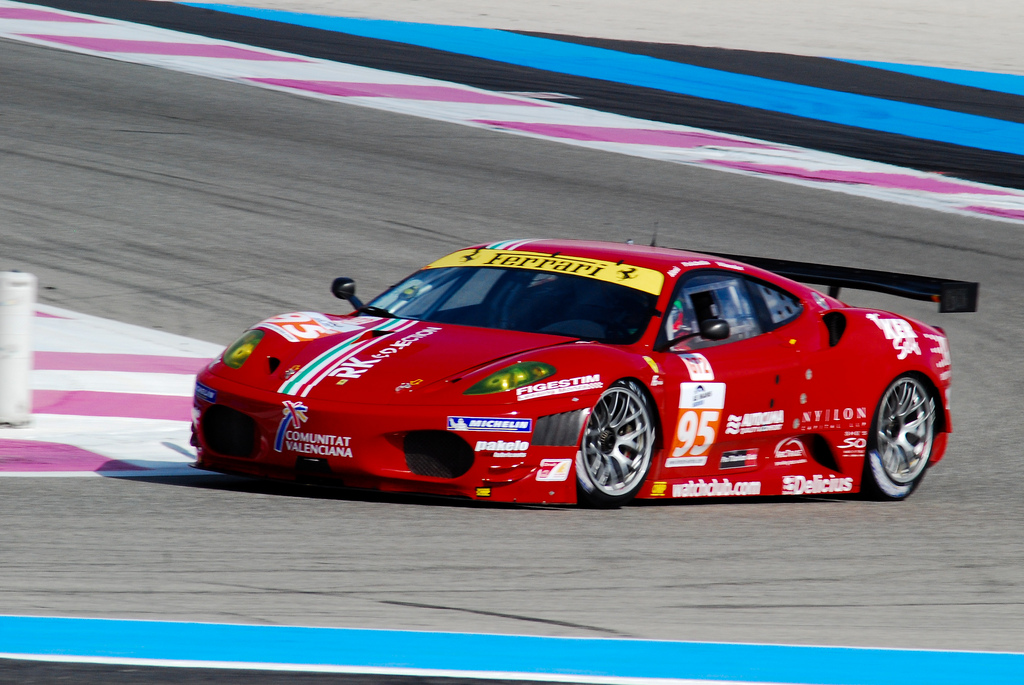
Ferrari F430 de Toni Vilander en la European Le Mans Series 2010.

Toni Markus Vilander (Kankaanpää, Finlandia; 25 de julio de 1980) es un piloto finlandés de automovilismo. Fue campeón en la clase GT2 del Campeonato FIA GT en 2007 y 2008, finalizó subcampeón de GT2 de la European Le Mans Series 2010 y obtuvo dos victorias en la clase GTE-Pro en las 24 Horas de Le Mans de 2012 y 2014, y una en Petit Le Mans 2012.

## Monoplazas y GT Italiano
Vilander empezó en los karting a la edad de cinco años, y ganó en la clase Junio A del Campeonato Finlandés de Karting de 1995, y los campeonatos alemán y oceánico de 1999. En 2001 compitió en monoplazas. En 2004, compitió en la Fórmula 3 italiana con el equipo Coloni.
En 2005, Vilander ascendió a la Fórmula 3000 Italiana, donde terminó cuarto con 23 puntos, a la vez que compitió en el Campeonato Italiano de Gran Turismos, donde fue coronado campeón de GT2 con su copiloto Alessandro Pier Guidi, puntuando un total de 182 puntos.
Cuando el piloto principal del equipo Coloni de la GP2, Gianmaria Bruni, abandonó el equipo tras una disputa, Vilander fue el encargado de sustituir temporalmente, y compitió en las rondas de Italia y Bélgica de la temporada 2005. Terminó 15.º, 8.º, 14.º y 13.º en las cuatro carreras en las que tomó parte. Para la ronda final de Baréin, el equipo decidió sustituir a Vilander por Ferdinando Monfardini. Vilander terminó 25.º en el año inicial del campeonato sin ningún punto.
En enero de 2006, Vilander, Pier Guidi y Giambattista Giannoccaro ganaron la clase GT2 de las Mil Milhas Brasil y fueron cuartos en la general, pilotando un Ferrari 360. También en 2006, ganó la clase GT1 del Campeonato Italiano de Gran Turismos con Giannoccaro, pilotando un Maserati MC12. Durante una carrera, hizo dos apariciones en el Campeonato FIA GT 2006: abandonó en la primera en un Maserati MC12 GT1 de la Scuderia Playteam, y llegó segundo en GT2 en una Ferrari F430 de AF Corse. También disputó tres fechas de la American Le Mans Series a los mandos de una Ferrari F430 de la clase GT2 para Risi, obteniendo un segundo y un cuarto lugar.

## Gran turismos internacionales
En 2007, Vilander ganó la clase GT2 de la temporada 2007 del Campeonato FIA GT para AF Corse con su compañero Dirk Müller, obteniendo seis victorias en diez carreras. En la temporada 2008, fue compañero de equipo de Gianmaria Bruni en AF Corse, y defendió el título de pilotos de GT2 con cinco victorias en diez carreras. Ese mismo año debutó en las 24 Horas de Le Mans con el mismo automóvil y equipo, contando como compañeros de butaca a Thomas Biagi y Christian Montanari, donde abandonó.
Vilander y Bruni ganaron tres carreras del Campeonato FIA GT 2009, entre ellas las 24 Horas de Spa con Jaime Melo Jr. y Luis Pérez Companc completando la tripulación. También lograron dos segundo puestos, pero no lograron batir las cuatro victorias de Richard Westbrook, quien los relegó al subcampeonato de pilotos. El finlandés participó en una carrera de resistencia, en este caso los 1000 km de Nürburgring de la European Le Mans Series para Modena, donde llegó a cinco vueltas ganador en una Ferrari F430.
AF Corse se retiró del Campeonato FIA GT en 2010. Vilander realizó un programa internacional en Europa, América del Norte y Asia. Disputó la European Le Mans Series para AF Corse junto a Giancarlo Fisichella y Jean Alesi, siempre en una Ferrari F430 de la clase GT2. Obtuvo un segundo lugar, dos terceros y un cuarto en cinco carreras, que le significaron obtener los subcampeonatos de pilotos y equipos. Con idéntica alineación, finalizó cuarto en las 24 Horas de Le Mans, a 15 vueltas del Porsche 911 ganador. Simultáneamente, disputó cuatro fechas de la American Le Mans Series para Risi, obteniendo un tercer puesto en Petit Le Mans como mejor resultado. Los 1000 km de Silverstone de la European Le Mans Series y Petit Le Mans fueron puntuables para la nueva Copa Intercontinental Le Mans, y Vildander disputó también la tercera y última fecha para AF Corse, los 1000 km de Zhuhai, donde finalizó tercero junto a Bruni y Melo. Así, contribuyó a que AF Corse ganara el título de equipos y Ferrari el de marcas. A su programa en las categorías del ACO añadió su participación en las 24 Horas de Spa, siempre en una Ferrari F430 de AF Corse, donde debió retirarse.
El finlandés añadió en 2011 una temporada completa en la American Le Mans Series para Risi a su programa en la European Le Mans Series y la Copa Intercontinental Le Mans para AF Corse, ahora pilotando la nueva Ferrari 458. En la ILMC, obtuvo apenas dos arribos a meta en seis participaciones: un segundo lugar en las 24 Horas de Le Mans y una victoria en las 6 Horas de Imola. AF Corse y Ferrari lograron retener ambos títulos. En la ELMS, que disputó acompañado de Melo, logró apenas una victoria y un cuarto puesto en las cinco carreras, por lo que quedó séptimo en el campeonato de pilotos. En la ALMS, también junto a Melo, ganó una carrera y llegó segundo en otra, quedando 11.º en el campeonato de pilotos y quinto en el de pilotos.
En 2012, Risi disputó una única carrera, las 24 Horas de Daytona de la Grand-Am Rolex Sports Car Series. Vilander llegó quinto en la clase GT, acompañado de Olivier Beretta y Andrea Bertolini. Tras ello, el finlandés compitió en dos campeonatos en una Ferrari 458 de AF Corse. Disputó tres carreras del renombrado Campeonato Mundial de Resistencia, donde logró victorias en las 24 Horas de Le Mans y en Baréin. En paralelo, corrió el Campeonato Mundial de GT1 como titular junto a Filip Salaquarda, donde terminó 14.º con dos victorias. Además, disputó las 24 Horas de Spa de la Blancpain Endurance Series en la clase Pro-Am, donde abandonó. Por otra parte, volvió a Estados Unidos para vencer en Petit Le Mans como tercer piloto de Extreme Speed junto a Scott Sharp y Johannes van Overbeek, siempre con una Ferrari 458.
Vilander fue piloto titular de AF Corse en el Campeonato Mundial de Resistencia 2013, compartiendo butaca con Kamui Kobayashi, excepto en la última fecha en la que venció junto a Bruni. Sumado a los tres podios que logró con el japonés, obtuvo el séptimo puesto en el campeonato de pilotos de GTE, el quinto en el campeonato de equipos de GTE-Pro, y el título de marcas de GTE. En tanto, abandonó en las 24 Horas de Daytona, donde corrió junto a Fisichella, Max Papis y Jeff Segal, y obtuvo la victoria en la clase Pro-Am en las 24 Horas de Spa junto a Matt Griffin y dos amateurs, también con una Ferrari 458.
En 2014 Vilander tuvo como compañero de butaca a Bruni en el Campeonato Mundial de Resistencia. Ambos lograron cuatro triunfos de clase en Spa-Francorchamps, Le Mans, Fuji y Sakhir, resultando campeones de la clase GT.
En el Campeonato Mundial de Resistencia 2015, Vilander obtuvo dos victorias, dos segundos puestos y dos cuartos junto a Bruni en una Ferrari 458 de AF Corse. Por tanto, fue subcampeón de pilotos y equipos. Además, participó en las 24 Horas de Daytona y la Petit Le Mans, terminando décimo y quinto, respectivamente.
En 2016, Vilander pasó a competir en los Estados Unidos para disputar la IMSA SportsCar Championship con una Ferrari 488 de Risi en la clase GTLM. Formando dupla con Giancarlo Fisichella logrando una victoria de clase en la Petit Le Mans, un tercer lugar y dos cuartos, para finalizar noveno en el campeonato. Además, resultaron segundo en la clase GTE-Pro en las 24 Horas de Le Mans, contando a Matteo Malucelli como tercer piloto.

## Resultados

### GP2 Series
(Clave) (negrita indica pole position) (cursiva indica vuelta rápida puntuable)

| Año  | Escudería         | 1   | 1   | 2   | 2   | 3   | 3   | 4   | 4   | 5   | 5   | 6   | 6   | 7   | 7   | 8   | 8   | 9   | 9   | 10  | 10  | 11  | 11  | 12  | 12  | Pos. | Puntos | Ref.  |
| ---- | ----------------- | --- | --- | --- | --- | --- | --- | --- | --- | --- | --- | --- | --- | --- | --- | --- | --- | --- | --- | --- | --- | --- | --- | --- | --- | ---- | ------ | ----- |
| 2005 | Coloni Motorsport | IMO | IMO | BAR | BAR | MON | MON | NÜR | NÜR | MAG | MAG | SIL | SIL | HOC | HOC | BUD | BUD | EST | EST | MNZ | MNZ | SPA | SPA | SAK | SAK | 25.º | 0      | [ 2 ] |
| 2005 | Coloni Motorsport |     |     |     |     |     |     |     |     |     |     |     |     |     |     |     |     |     |     | 15  | 8   | 14  | 13  |     |     | 25.º | 0      | [ 2 ] |

### Campeonato Mundial de Resistencia de la FIA
(Clave) (negrita indica pole position) (cursiva indica vuelta rápida)

| Año  | Escudería | Clase     | Automóvil              | 1   | 2   | 3   | 4   | 5   | 6   | 7   | 8   | 9   | Pos. | Puntos | Ref.  |
| ---- | --------- | --------- | ---------------------- | --- | --- | --- | --- | --- | --- | --- | --- | --- | ---- | ------ | ----- |
| 2012 | AF Corse  | LMGTE Pro | Ferrari 458 Italia GT2 | SEB | SPA | LMS | SIL | SÃO | BHR | FUJ | SHA |     | 75.º | 1.5    | [ 3 ] |
| 2012 | AF Corse  | LMGTE Pro | Ferrari 458 Italia GT2 | NC  |     | 15  |     |     | 13  |     |     |     | 75.º | 1.5    | [ 3 ] |
| 2013 | AF Corse  | LMGTE Pro | Ferrari 458 Italia GT2 | SIL | SPA | LMS | SÃO | COA | FUJ | SHA | BHR |     | 5.º  | 108    | [ 4 ] |
| 2013 | AF Corse  | LMGTE Pro | Ferrari 458 Italia GT2 | 2   | 3   | 4   | Ret | 3   | 9   | 5   | 1   |     | 5.º  | 108    | [ 4 ] |
| 2014 | AF Corse  | LMGTE Pro | Ferrari 458 Italia GT2 | SIL | SPA | LMS | COA | FUJ | SHA | BHR | SÃO |     | 1.º  | 168    | [ 5 ] |
| 2014 | AF Corse  | LMGTE Pro | Ferrari 458 Italia GT2 | 4   | 1   | 1   | 3   | 1   | Ret | 1   | 4   |     | 1.º  | 168    | [ 5 ] |
| 2015 | AF Corse  | LMGTE Pro | Ferrari 458 Italia GT2 | SIL | SPA | LMS | NÜR | COA | FUJ | SHA | BHR |     | 2.º  | 131.5  | [ 6 ] |
| 2015 | AF Corse  | LMGTE Pro | Ferrari 458 Italia GT2 | 1   | 4   | 4   | 14  | 7   | 1   | 2   | 2   |     | 2.º  | 131.5  | [ 6 ] |
| 2017 | AF Corse  | LMGTE Pro | Ferrari 488 GTE        | SIL | SPA | LMS | NÜR | MEX | COA | FUJ | SHA | BHR | 25.º | 0.5    | [ 7 ] |
| 2017 | AF Corse  | LMGTE Pro | Ferrari 488 GTE        | 11  |     |     |     |     |     |     |     |     | 25.º | 0.5    | [ 7 ] |